# Servilia Caepionis
Servilia Caepionis (Kr. e. 107 – Kr. e. 42 után) az előkelő patrícius Servilia gens tagja, Quintus Servilius Caepio quaestor gyermeke, a hasonló nevű consul unokája volt.
Marcus Iunius Brutus anyjaként és Caesar szeretőjeként vonult be a történelembe. Suetonius szerint Iulius Caesar a sok híres szeretője közül őt szerette a legjobban. Másfél millió denariusra értékelték azt a gyöngyöt, amelyet Caesartól kapott.